# Entasi
Entasi (griego: Ένταση; en español: Intensidad) es el tercer álbum de estudio del cantante griego Kostas Martakis, que se lanzó en Grecia y Chipre, el 9 de diciembre de 2011 por Universal Music Grecia. El álbum cuenta con quince canciones en total, incluyendo una canción en inglés, dos duetos, y un remix.

## Producción
Marios Psimopoulos produjo la mayoría de las pistas en el álbum con cinco canciones. Dimitris Kontopoulos y Leonidas Tzitzos produjeron cada uno dos canciones. Alex Leon, Ray Tony, Alexis Papadimitriou, Nikos Kouros, y Alexander Sandrique Pogrebetsky produjeron una canción cada uno. Dos diferentes productores se unieron para el dueto "Agries Diáteseis" (estados de ánimo salvaje): Flawless - compuesta por Vangelis Kostoxenakis, Evan Klemakis y Beetkraft - compuesto por Claydee Lupa y Teddy Economou. Vasilis M. produjeron la canción remix de "I Agkalia Mou" (abrazo).
Los compositores fueron: Psimopoulos (seis canciones), Kontopoulos y Papadimitriou (dos canciones cada uno), y Fawless, Beetkraft, Dimitris Fakos, Pogrebetsky, Serge Lama, y Ray (una canción cada uno).
Los letristas fueron: Aris Ektoras y Vicky Gerothodorou (cuatro canciones), Vagia Kalantzi  y Eleni Giannatsoulia (dos canciones cada uno), y Nektarios Trakgkis, Christina Salti, Vaggelis Konstatinidis y Pogrebetsky (una canción cada uno).
Hay dos versiones en griego que aparecen en el álbum: "Nai Sta Apla" (sí a las cosas sencillas) y "Pethaino" (muero). "Nai Sta Apla" es un cover del DJ rumano Tony Ray's, "La Trompeta" con Ray también produjo la versión de Martakis, mientras que "Pethaino" es un cover del cantante francés Serge Lama, "Je Suis Malade". Bajo su colaboración con Pogrebetsky, Martakis hizo él dúo "Sex Indigo" con la cantante rusa Diana Díez. También "Gela Kardoula Mou" es un cover de la cantante griega Dimitra Papiou.

## Lanzamiento
El lanzamiento de Entasi es el tercer álbum de estudio de Martakis, después de Pio Konta (2009). Publicado el 5 de diciembre de 2011 en Grecia y Chipre, y es su segundo álbum de estudio bajo el sello de Universal Music Grecia.

## Promoción
MAD TV y Hellas On-Line (HOL) organizaron una presentación en vivo como vista previa de las canciones del álbum como parte de la décima edición de los "HOL Web Concerts" transmitidos en vivo. En la fecha de lanzamiento del álbum, Martakis fue invitado al show de la mañana "Proino Mou" de Mega Channel, donde también se presentó.
Para el invierno 2011-2012, Martakis aparecía semanalmente en Posidonio Music Hall en Atenas junto a Panos Kiamos y Ivi Adamou en apoyo de Entasi.

## Lista de canciones
| N.º | Título                                                                                 | Escritor(es)                                                                          | Producer(s)                        | Duración |  |
| 1.  | «I Agkalia Mou» (Η Αγκαλιά Μου; My embrace)                                            | Marios Psimopoulous, Aris Ektoras                                                     | Alex Leon                          | 3:09     |  |
| 2.  | «Entasi» (Ένταση; Intensity)                                                           | Dimitris Kontopoulos, Vagia Kalantzi, Ektoras                                         | Kontopoulos                        | 3:16     |  |
| 3.  | «Agries Diathesis» (Άγριες Διαθέσεις; Wild moods)                                      | Vangelis Kostoxenakis, Evan Klemakis, Claydee Lupa, Teddy Economou, Nektarios Tragkis | Flawless, Beetkraft                | 3:24     |  |
| 4.  | «Nai Sta Apla (La Trompeta) vs. Tony Ray» («Ναι» Στα Απλά; "Yes" to the simple things) | Tony Ray, Vicky Gerothodorou                                                          | Ray, Psimopoulos                   | 3:36     |  |
| 5.  | «Zise Ti Stigmi» (Ζήσε Τη Στιγμή; Live the moment)                                     | Kontopoulos, Kalantzi                                                                 | Kontopoulos                        | 3:29     |  |
| 6.  | «Pethaino (Je Suis Malade)» (Πεθαίνω; I die)                                           | Serge Lama, Gerothodorou (Greek lyrics)                                               | Alexis Papadimitriou, Nikos Kouros | 4:32     |  |
| 7.  | «S' Eho Anagi, S' Agapo» (Σ' έχω Ανάγκη, Σ' Αγαπω; I'm in need of you, I love you)     | Psimopoulos, Gerothodorou                                                             | Psimopoulos                        | 3:41     |  |
| 8.  | «Koritsi Gia Filima (feat. Christina Salti)» (Κορίτσι Για Φίλημα; Girl for kissing)    | Psimopoulos, Ektoras, Christina Salti                                                 | Psimopoulos                        | 2:58     |  |
| 9.  | «Kaneis Den Tha Pethanei» (Κανείς Δεν Θα Πεθάνει; Nobody will die)                     | Dimitris Fakos, Vaggelis Konstantinidis                                               | Leonidas Tsitsos                   | 3:36     |  |
| 10. | «Ela Se Mena» (Έλα Σε Μένα; Come to me)                                                | Papadimitriou, Gerothodorou                                                           | Tsitsos                            | 4:00     |  |
| 11. | «Fimes» (Φήμες; Rumours)                                                               | Psimopoulos, Eleni Giannatsoulia                                                      | Psimopoulos                        | 3:25     |  |
| 12. | «Gela Kardoula Mou» (Γελά Καρδούλα Μου; Laugh my sweetheart)                           | Papadimitriou, Giannatsoulia                                                          | Tsitsos                            | 4:25     |  |
| 13. | «Os Ta Hristougenna» (Ως Τα Χριστούγεννα; Until Christmas)                             | Psimopoulos, Gerothodorou                                                             | Psimopoulos                        | 3:39     |  |
| 14. | «Sex Indigo (feat. Diana Diez)»                                                        | Alexander Sandrique Pogrebetsky                                                       | Pogrebetsky                        | 3:14     |  |
| 15. | «I Agkalia Mou (Vasilis M. Remix)» (Η Αγκαλιά Μου; My embrace)                         | Psimopoulous, Ektoras                                                                 | Vasilis M.                         | 3:12     |  |

### Sencillos
- "Os Ta Hristougenna"

El primer sencillo del álbum, "Os Ta Xristougenna" (Until Christmas) es una canción con tema de Navidad. La canción fue lanzada digitalmente el 7 de diciembre de 2010, un año antes del lanzamiento del disco.
- "Agries Diathesis"

El segundo sencillo es "Agries Diáteseis" (Wild Moods) y fue lanzado digitalmente el 18 de abril de 2011. El vídeo musical fue dirigido por Dimitris Skoulos y se estrenó en mayo de 2011.
- "Sex Indigo"

El tercer sencillo en inglés fue "Sex Indigo" que canta a dueto con la cantante rusa Diana Díez. La canción se estrenó el 18 de marzo de 2011 en su forma original, mientras que una versión en griego titulado "Vres Ton Tropo" (encontrar el camino) se estrenó el 28 de abril de 2011, seguido por una versión en español (conservando el título original en Inglés) el 4 de mayo de 2011. La canción fue lanzada digitalmente el 7 de julio de 2011, mientras que el video musical filmado en Ucrania por el director ucraniano Alan Badoev se estrenó en julio de 2011.
- "I Agkalia Mou"

El cuarto sencillo es "I Agkalia Mou" (abrazo), y fue lanzado digitalmente el 14 de octubre de 2011. Es el sencillo final que conduce hasta el lanzamiento del álbum. El vídeo musical dirigido por Vaggelis Tsaousopoulos se estrenó poco después.

## Equipo de producción
- Kostas Martakis – Productor ejecutivo
- Dimitris Skoulos – Fotógrafo
- U&I – Arte
- Vasilis Stratigos – Presentación
- Konstantinos Gkrozos – Vestuario
- Kostas Kalimeris – Mezcla
- Aris Mpinis – Mezcla

## Realización
| Región | Fecha                  | Disquera        | Formato          |
| ------ | ---------------------- | --------------- | ---------------- |
| Grecia | 5 de diciembre de 2011 | Universal Music | CD               |
| Chipre | 5 de diciembre de 2011 | Universal Music | CD               |
| Grecia | 5 de enero de 2012     | Universal Music | Descarga digital |
| Chipre | 5 de enero de 2012     | Universal Music | Descarga digital |